# ニェン語
ニェン語（チベット文字：འནྱེན་ཁ་་; ワイリー方式：'Nyen-kha）は、シナ・チベット語族チベット・ビルマ語派に属する言語である。ヘン語、マンデ語、ニェンカ、ヘンカ、マンデカとも呼ばれる。一方で、ニェンカ語、ヘンカ語、マンデカ語と呼ばれることもあるが、ゾンカ語同様に「カ」は「言語」をあらわす。ジグメ・シンゲ・ワンチュク国立公園周辺のトンサ県、ワンデュ・ポダン県のタン川（タン・チュー）とマンデ川（マンデ・チュ、トンサ川、トンサ・チュ、「チュ」とは「川」の意味である。）流域に話者がいる。
ニェン語は語彙の共通度においてブムタン語で75%～77%、クルテプ語で69%であるが:76、これらの言語とは意思疎通は困難である。

ブータンの言語分布